# Hassio
L'hassio (o, in italiano, assio) è l'elemento chimico della tavola periodica degli elementi, che ha come simbolo Hs e come numero atomico il 108.
È un elemento sintetico, il cui isotopo più stabile è l'hassio-269, con una emivita di 9,7 s.

## Storia
È stato sintetizzato per la prima volta nel 1984 da un gruppo di ricerca tedesco guidato da Peter Armbruster e Gottfried Münzenberg alla Gesellschaft für Schwerionenforschung di Darmstadt. Il nome hassio è stato proposto da loro e deriva dal nome latino (Hassia) dello stato tedesco dell'Assia, dove l'istituto è situato.

### Arbitrato
Nel 1985, l'Unione internazionale di chimica pura e applicata (IUPAC) e l'Unione internazionale di fisica pura e applicata (IUPAP) hanno formato il Transfermium Working Group (TWG) per valutare le scoperte e stabilire i nomi finali per gli elementi con numeri atomici maggiori di 100. Il team ha tenuto incontri con i delegati dei tre istituti concorrenti; nel 1990 stabilirono i criteri per il riconoscimento di un elemento e nel 1991 terminarono il lavoro di valutazione delle scoperte e si sciolsero. Questi risultati sono stati pubblicati nel 1993.
Secondo il rapporto, i lavori del 1984 di JINR e GSI hanno stabilito simultaneamente e indipendentemente la sintesi dell'elemento n° 108. Dei due lavori del 1984, quello di GSI sarebbe stato sufficiente come scoperta di per sé. Il lavoro JINR, che ha preceduto quello del GSI, mostrava "molto probabilmente" la sintesi dell'elemento 108. Tuttavia, ciò fu determinato in retrospettiva dato il lavoro di Darmstadt; il lavoro JINR si è concentrato sull'identificazione chimica degli isotopi derivati dell'elemento 108 (che non poteva escludere la possibilità che questi isotopi figli avessero altri progenitori), mentre il lavoro del GSI ha chiaramente identificato il percorso di decadimento degli stessi. Il rapporto ha concluso che il merito principale dovrebbe essere assegnato a GSI. Nelle risposte scritte a questa sentenza, sia JINR che GSI hanno concordato con le sue conclusioni. Nella stessa risposta, GSI ha confermato che loro e il JINR sarebbero stati in grado di risolvere tutti i conflitti tra loro.

## Denominazione
Storicamente, un elemento appena scoperto prendeva il nome dal suo scopritore. Il primo regolamento arrivò nel 1947, quando la IUPAC decise di stilare un regolamento obbligatorio nel caso in cui ci siano stati conflitti sui nomi. Queste questioni dovevano essere risolte dalla Commissione della Nomenclatura Inorganica e dalla Commissione dei Pesi Atomici, che avrebbero valutato i nomi in caso di conflitto e ne avrebbero selezionato uno; la decisione si sarebbe basata su una serie di fattori, come l'utilizzo, e non sarebbe stato un indicatore della priorità del reclamo. Le due commissioni avrebbero raccomandato un nome al Consiglio IUPAC, che avrebbe assunto il ruolo di autorità finale. Gli scopritori avrebbero avuto il diritto di nominare un elemento, ma il loro nome sarebbe stato soggetto all'approvazione della IUPAC. La Commissione dei pesi atomici ha preso le distanze dalla denominazione degli elementi nella maggior parte dei casi.
In base alla nomenclatura di Mendeleev per elementi anonimi e non scoperti, l'hassio era chiamato "eka-osmio", in quanto "il primo elemento sotto l'osmio nella tavola periodica" (dal sanscrito eka che significa "uno"). Nel 1979, la IUPAC pubblicò raccomandazioni in base alle quali l'elemento doveva essere chiamato "unniloctium" e assegnato il simbolo corrispondente di "Uno", un nome sistematico da usare come segnaposto fino a quando l'elemento non fosse stato scoperto e la scoperta poi confermata, con l'assegnazione di un nome definitivo. Sebbene queste raccomandazioni fossero ampiamente seguite nella comunità chimica, i fisici concorrenti nel campo le ignorarono. Lo chiamavano "elemento 108", con i simboli E108, (108) o 108, o usavano il nome proposto "hassio".
Nel 1990, nel tentativo di sbloccare una situazione di stallo nello stabilire la priorità di scoperta e denominazione di diversi elementi, la IUPAC riaffermò nella sua nomenclatura chimica inorganica che dopo che fosse stata stabilita l'esistenza di un elemento, gli scopritori avrebbero potuto proporre un nome. La Commissione dei Pesi Atomici fu inoltre esclusa dal processo di denominazione. La prima pubblicazione dei criteri inerenti alla scoperta di un elemento, pubblicata nel 1991, specificava la necessità del riconoscimento da parte di TWG.
Armbruster e i suoi colleghi, gli scopritori tedeschi ufficialmente riconosciuti, tennero una cerimonia di denominazione per gli elementi da 107 a 109, che erano stati tutti riconosciuti come scoperti dal GSI, il 7 settembre 1992. Per l'elemento 108, gli scienziati proposero il nome "hassio". Deriva dal nome latino "Hassia" dello stato tedesco dell'Assia in cui si trova l'istituto. Questo nome fu proposto alla IUPAC in una risposta scritta alla loro sentenza sulla priorità delle rivendicazioni di scoperta di elementi, firmata il 29 settembre 1992.
Il processo di denominazione dell'elemento 108 faceva parte di un processo più ampio di denominazione di un numero di elementi a partire dall'elemento 101; tre team, JINR, GSI e LBL, rivendicarono la scoperta di diversi elementi e il diritto di nominarli. A volte, queste affermazioni si sono scontrate; poiché uno scopritore era considerato autorizzato a nominare un elemento, i conflitti sulla priorità di scoperta spesso si traducevano in conflitti sui nomi di questi nuovi elementi. Questi conflitti divennero noti come le Guerre dei transfermici. Suggerimenti diversi per nominare l'intero insieme di elementi dal 101 in poi e occasionalmente hanno assegnato nomi suggeriti da una squadra da utilizzare per elementi scoperti da un altro. Tuttavia, non tutti i suggerimenti sono stati accolti con uguale approvazione; le squadre hanno apertamente protestato in diverse occasioni.
Nel 1994, la Commissione IUPAC sulla nomenclatura della chimica inorganica raccomandò che l'elemento 108 fosse chiamato "hahnio" (Hn) in onore del fisico tedesco Otto Hahn, quindi gli elementi nominati dopo Hahn e Lise Meitner (si raccomandava che l'elemento 109 fosse chiamato "meitnerio", seguendo il suggerimento di GSI ) sarebbero l'uno accanto all'altro, in onore della loro scoperta congiunta della fissione nucleare; La IUPAC ritenne fumoso il suggerimento tedesco. GSI ha protestato, dicendo che questa proposta contraddiceva la convenzione di vecchia data di dare allo scopritore il diritto di suggerire un nome; l'American Chemical Society ha sostenuto GSI. Il nome "hahnium", sebbene con il diverso simbolo Ha, era già stato proposto e utilizzato dagli scienziati americani per l'elemento 105, per il quale ebbero una disputa per la scoperta con JINR; protestarono così contro il confuso rimescolamento dei nomi. A seguito del tumulto, la IUPAC ha formato un comitato ad hoc di rappresentanti delle organizzazioni aderenti nazionali dei tre paesi che ospitano le istituzioni concorrenti; hanno prodotto una nuova serie di nomi nel 1995. L'elemento 108 è stato nuovamente chiamato hahnium; anche questa proposta è stata ritirata. Il compromesso finale è stato raggiunto nel 1996 e pubblicato nel 1997; l'elemento 108 è stato chiamato hassium (Hs). Allo stesso tempo, il nome dubnium (Db; da Dubna, località dove si trovava il JINR) è stato assegnato all'elemento 105 e il nome hahnio non è stato utilizzato per nessun elemento.
La giustificazione ufficiale per questa denominazione, insieme a quella di "darmstadtio" per l'elemento 110, era che avrebbe completato una serie di nomi geografici per l'ubicazione del GSI; questo set era stato avviato con nomi del XIX secolo "europio" e "germanio". Questo set servirebbe come risposta alla precedente denominazione di "americio", "californio" e "berkelio" per elementi scoperti a Berkeley. Armbruster ha commentato questo, "questa cattiva tradizione è stata stabilita da Berkeley. Volevamo farlo per l'Europa". Più tardi, quando ha commentato la denominazione dell'elemento 112, Armbruster ha detto: "Ho fatto di tutto per assicurarci di non continuare in futuro con città e scienziati tedeschi ".